# Едмунд Певенси
Едмунд „Ед“ Певенси (1930−1949) је главни лик из серијала књига „Летописи Нарније” К. С. Луиса. Он је главни лик у три књиге („Лав, вештица и орман”, „Принц Каспијан” и „Путовање намерника зоре”), у две споредан („Коњ и његов дечак” и „Последња битка”), а у једној га уопште нема („Чаробњаков нећак”).
У Дизнијевим играним филмовима, Лав, вештица и ормар и Принц Каспијан, Едмунда глуми британски глумац Скандар Кејнес, а глумац Марк Велс глуми га на крају првог филма.